# Vernon Orlando Bailey

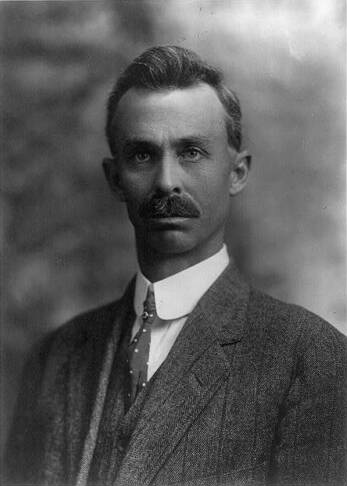
Vernon Orlando Bailey (Porträt)

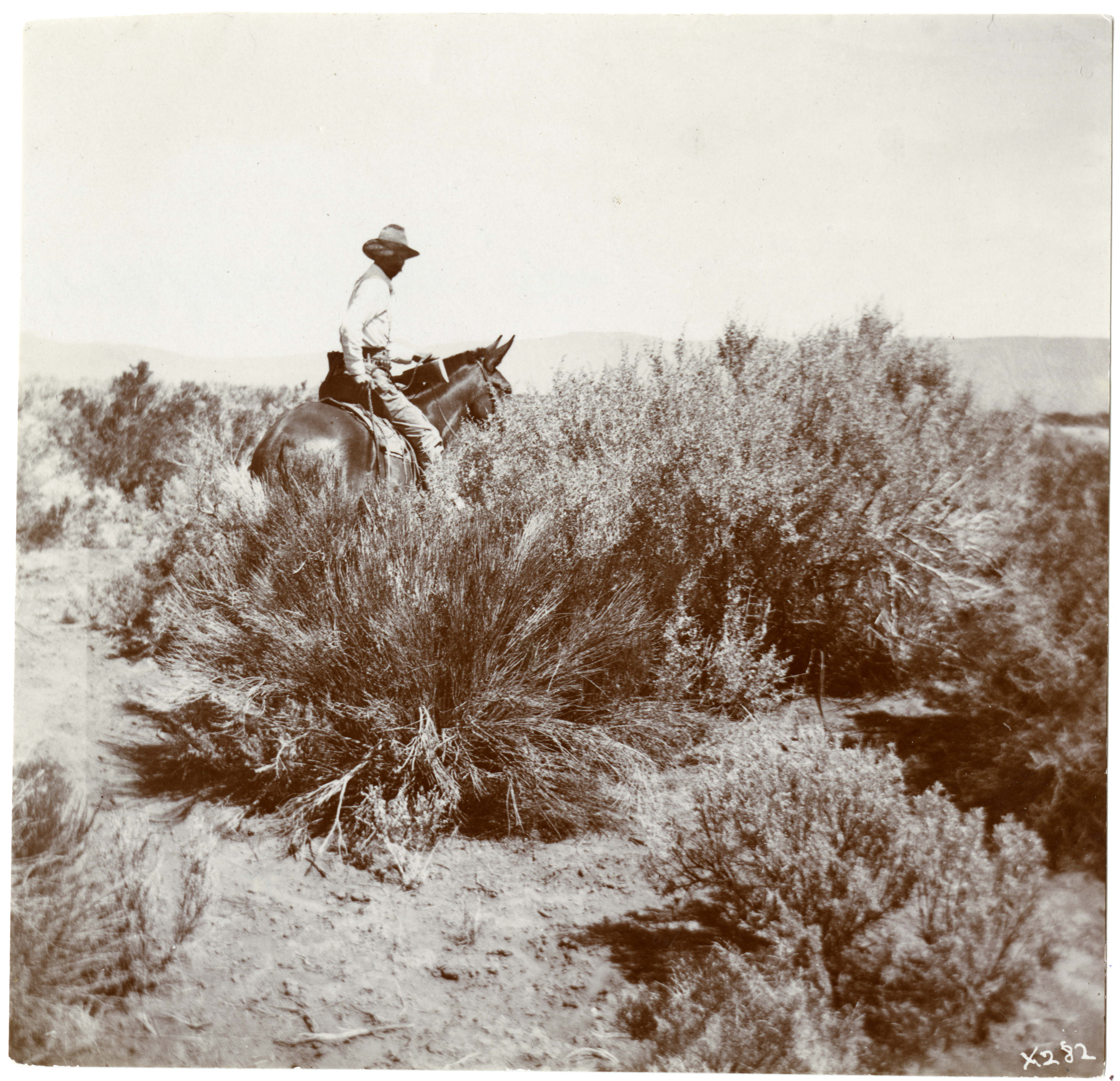
Bailey während einer Expedition im Rabbit Hole Basin, Nevada im Jahr 1898

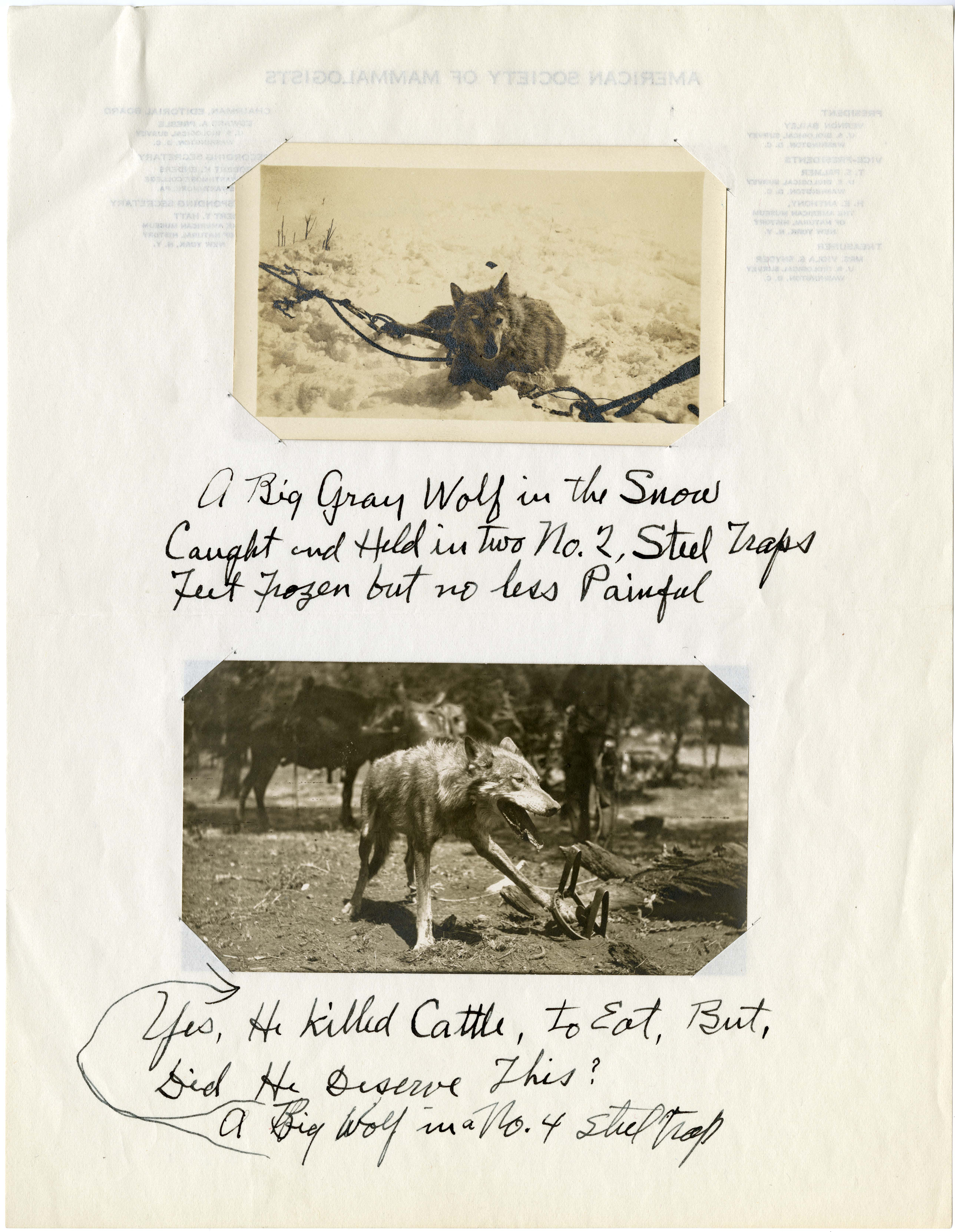
Fotografie, die während Baileys Arbeit als Naturforscher beim Bureau of Biological Survey entstand. Bailey war besonders daran interessiert, humanere Tierfallen zu entwickeln.

Vernon Orlando Bailey (* 21. Juni 1864 in Manchester, Michigan; † 20. April 1942 in Washington, D.C.) war ein US-amerikanischer Naturforscher. Sein Forschungsschwerpunkt war die Säugetierkunde.

## Leben und Wirken
Bailey war das vierte Kind von Hiram und Emily Bailey. Sein Vater war gelernter Maurer, seine Vorliebe lag jedoch eher beim Forst- und Jagdhandwerk. Als Bailey sechs Jahre alt war, zog die Familie mit einem Pferdewagen zum Elk River nach Minnesota. Bailey wurde zunächst zu Hause unterrichtet. 1873 bauten die Familien aus den benachbarten Gehöften ein Schulhaus, womit ein formaler Schulbesuch begann.
Ähnlich wie andere frühere Mammalogen sammelte Bailey Organismen in seiner Umgebung. Als Autodidakt in Taxidermie präparierte er Museumsexemplare, die er nach Ontario in Kanada und nach Halle an der Saale verkaufte. Mehrere von diesen Proben wurden von Clinton Hart Merriam erworben.
Als Bailey 19 Jahre alt war, erhielt er von Merriam einen Posten als Naturforscher im Office of Economic Ornithology, das dem Landwirtschaftsministerium der Vereinigten Staaten unterstellt war und 1905 in Bureau of Biological Survey umbenannt wurde. 1887 unternahm Bailey Expeditionen in die Great Plains und in die Rocky Mountains. 1890 erlangte er den Rang eines Chefnaturforschers. 1891 nahm er an einer Expedition ins Death Valley in Nevada teil. Bis zu seinem letzten Trip nach Nevada im Jahr 1937 war Bailey als Sammler für das Bureau of Biological Survey und das United States National Museum tätig. Dazwischen studierte er im Jahr 1893 an der University of Michigan und von 1894 bis 1895 an der George Washington University, wo er jedoch keine Abschlüsse erlangte. Im Dezember 1899 (nach anderen Quellen 1904) heiratete er die Ornithologin Florence Augusta Merriam, die Schwester von Clinton Hart Merriam. 1933 zog er sich aus dem Bureau of Biological Survey zurück. Von 1933 bis 1935 war Bailey Präsident der American Society of Mammalogists. Zuvor war er im Jahr 1922 Präsident der Biological Society of Washington. Ferner war Bailey Mitglied bei der American Ornithologists’ Union, bei der American Association for the Advancement of Science, bei der Washington Academy of Sciences und beim Cooper Ornithological Club.
Bailey sammelte rund 13.000 Proben für das Bureau of Biological Survey. Er publizierte 244 Monographien und ist vor allem für seine Expeditionen nach Texas, New Mexico, North Dakota und Oregon bekannt. Bailey beschäftigte sich auch mit Tierfallen. Er entwickelte und perfektionierte eine Lebendfalle, bei der die Tiere möglichst unverletzt bleiben sollten. Ferner entwickelte er eine Standfalle für eine Vielzahl von Vögeln und Säugetieren, die er von Zeit zu Zeit perfektionierte. Für beide Fallen wurde er von der American Humane Association ausgezeichnet.

## Werke (Auswahl)
- The Prairie Ground Squirrels or Spermophiles of the Mississippi Valley, 1893
- Biological Survey of Texas: Life Zones, with Characteristic Species of Mammals, Birds, Reptiles, and Plants. Reptiles, with Notes of Distribution. Mammals, with Notes on Distribution, Habits and Economic Importance, 1904
- Life Zones and Crop Zones of New Mexico, 1913
- Revision of the Pocket Gophers of the Genus Thomomys, 1915
- Wild Animals of Glacier National Park, 1918
- A Biological Survey of North Dakota, 1926
- Beaver Habits and Experiments in Beaver Culture, 1927
- Animal Life of the Carlsbad Caverns, 1928
- Mammals of New Mexico, 1931
- Animal Friends of the High Sierra, 1932
- Cave Life of Kentucky, 1933
- The Ways of the Beaver People, 1933
- Dwellers in the Desert, 1934
- The Mammals and Life Zones of Oregon, 1936